# Martin Dobrizhoffer

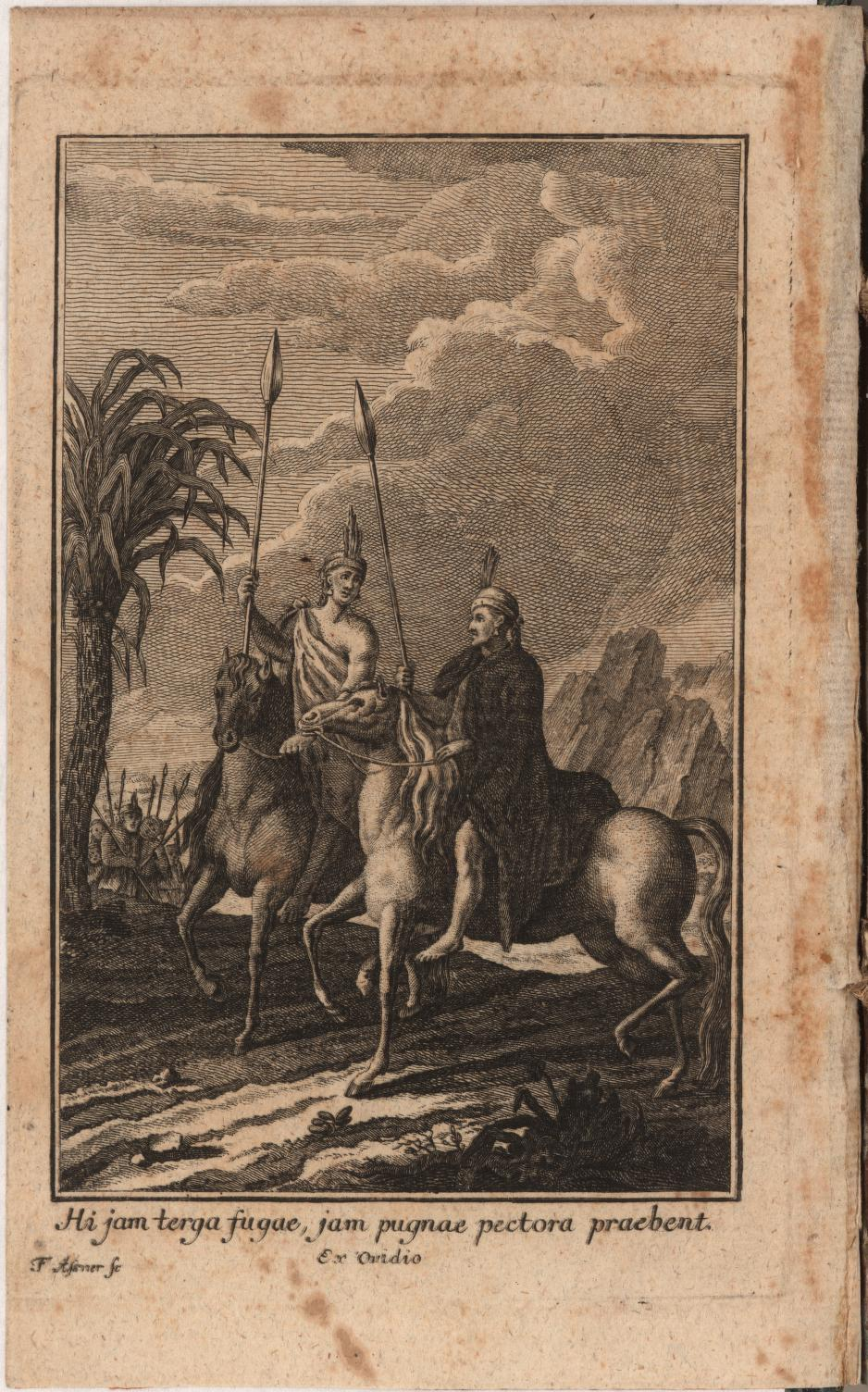
Cavaliers abipons du Chaco, illustration de Martin Dobrizhoffer, Vienne, 1784.

Martin Dobrizhoffer ou Dobritzhoffer est un missionnaire jésuite, voyageur et ethnologue, né le 7 septembre 1717 soit à Frymburk (Friedberg) dans le royaume de Bohême, soit à Graz en Styrie, parties de la monarchie de Habsbourg, mort à Vienne le 17 juillet 1791. Il est surtout connu pour sa description du Paraguay publiée en 1784.

## Biographie
Martin Dobrizhoffer entre dans les ordres en 1736, étudie à Breslau, Vienne et Graz puis enseigne à Steyr, Linz et Ljubljana.

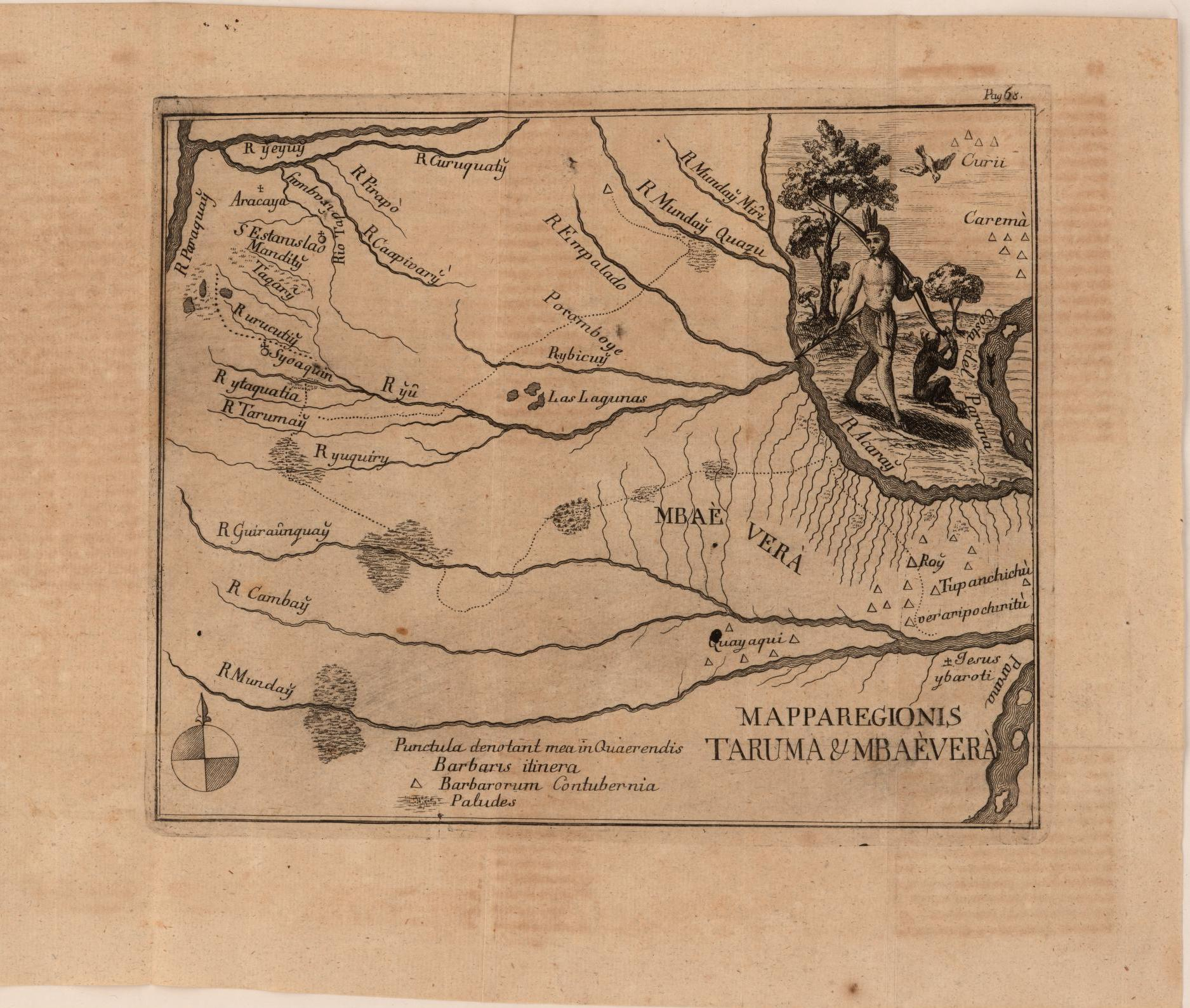
Carte du Chaco par Martin Dobrizhoffer, 1784.

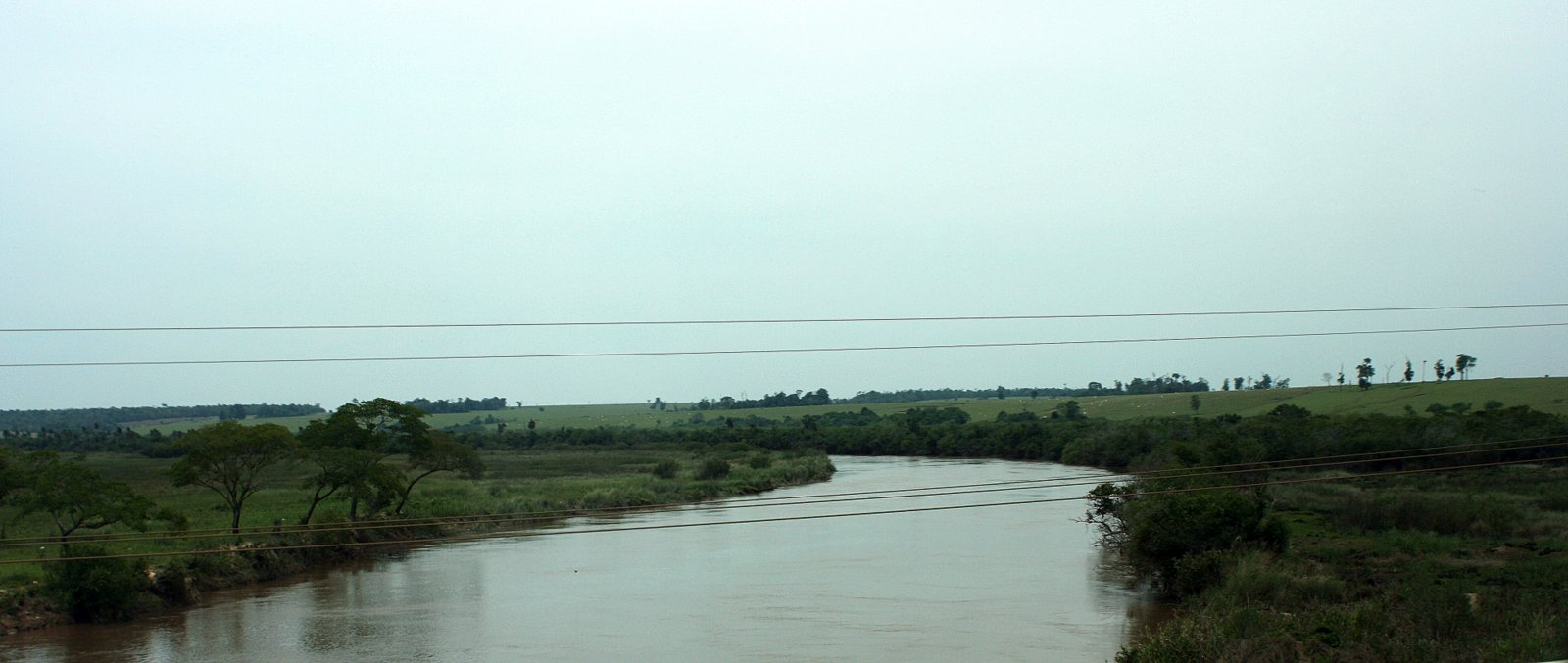
La rivière Monday en 2010.

En 1748 ou 1749, il part pour la mission jésuite du Paraguay. À la mission de San Francisco Javier, il étudie la langue des Mocovís avant d'être envoyé à Concepción chez les Abipons où il entreprend la rédaction d'un lexique et la traduction de la Vulgate. Il séjourne ensuite sur le territoire marécageux des Jaaukanigás, le « peuple de l'eau », où il tombe gravement malade. Rappelé sur le territoire pacifique des Guaranis, il se rétablit avant de partir en mission sur les rivières Acaray (es) et Monday (es) où il a les premiers contacts avec les Mbaeverás. Puis son supérieur provincial l'envoie aux nouveaux établissements de Rosario (es) et San Carlos (es), sur le territoire hostile des Tobas où il reste de 1763 à 1767. Après l'expulsion de la mission jésuite par le roi de Portugal en 1767, il retourne en Europe et obtient la protection de l'impératrice Marie-Thérèse. Il reçoit une pension et une charge de curé de la cathédrale de Vienne,.
Son premier texte publié, en 1780, est une lettre à l'érudit Christoph Gottlieb von Murr, rédacteur du Journal zur Kunstgeschichte où il donne un extrait sur les parlers des peuples amérindiens. Il rédige une description du Paraguay et du peuple des Abipons, cavaliers guerriers du Gran Chaco, publiée en trois volumes en 1784, simultanément en latin et dans une traduction allemande d'A. Kreil, sous le titre : Historia de Abiponibus, equestri bellicosaque Paraquariae natione, locupletata copiosis barbarorum gentium, urbium, fluminum, ferarum, amphibiorum, insectorum, serpentium praecipuorum, piscium, avium, arborum, plantarum aliarumque ejusdem provinciae proprietatum observationibus (« Histoire des Abiponi, nation équestre et guerrière du Paraguay, enrichie d'abondantes observations de nations barbares, de villes, de rivières, de bêtes, d'amphibiens, d'insectes, de serpents, de poissons, d'oiseaux, d'arbres, de plantes et d'autres propriétés de la même province ») considéré par la Neue Deutsche Biographie comme « un des premiers ouvrages de l'ethnologie moderne ». Le terme « barbarus » est traduit en allemand par « wild » (« sauvage »).

## Diffusion

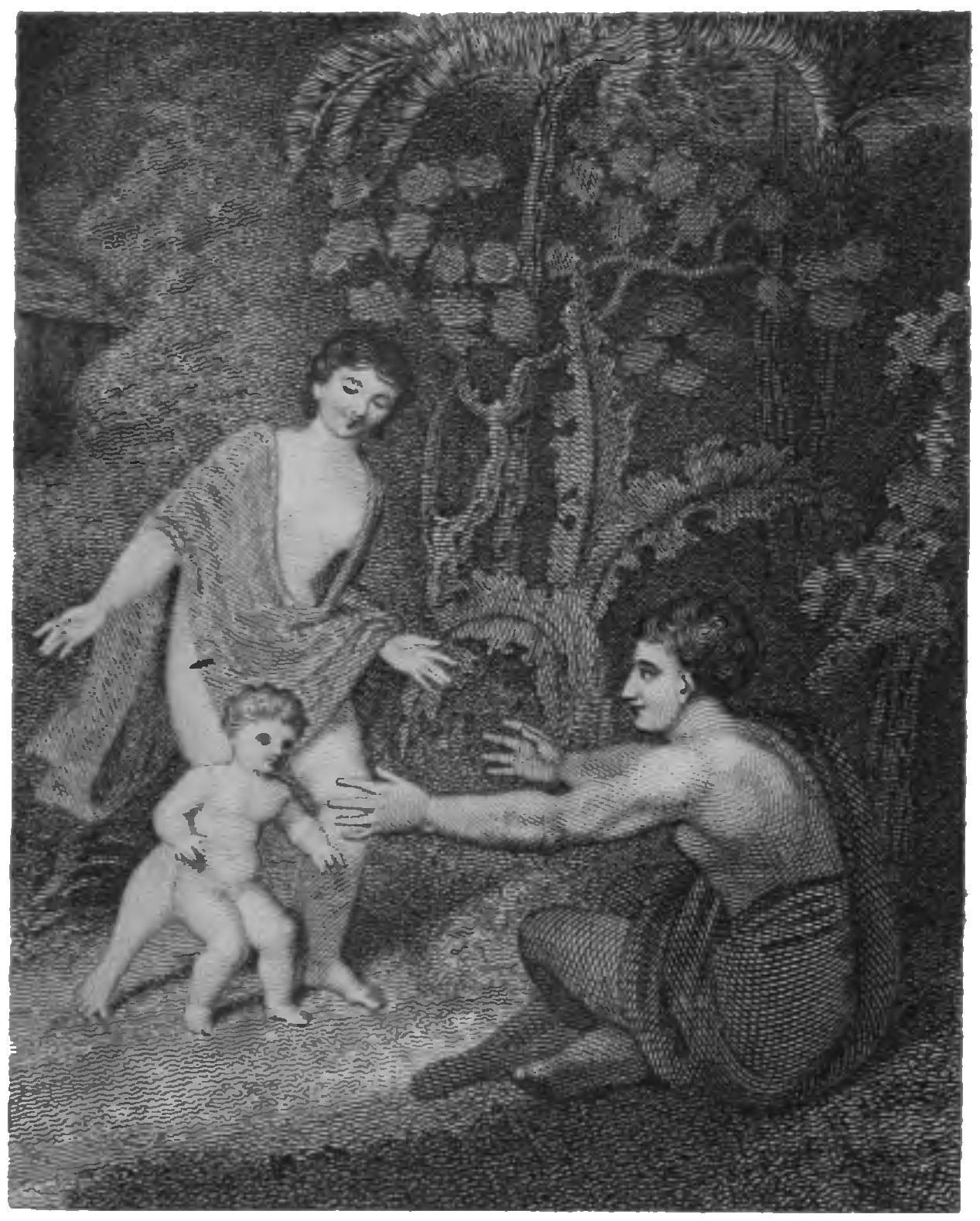
A Tale of Paraguay, frontispice du poème de Robert Southey, 1827.

Son œuvre connaît une rapide diffusion dans les pays de langue allemande, y compris protestants : elle est commentée dans la revue berlinoise  Wöchentliche Nachrichten du géographe Anton Friedrich Büsching. Le Deutsches Museum de Heinrich Christian Boie juge la version allemande fidèle à l'original latin mais en très mauvais allemand.
Le poète lauréat anglais Robert Southey, désireux d'écrire un poème sur les peuples colonisés, parvient à se procurer une copie de l’Historia de Abiponibus en 1808 par l'intermédiaire de Walter Scott qui l'emprunte sans autorisation à la bibliothèque de l'école d'avocats d'Edimbourg. Southey trouve l'ouvrage de Dobrizhoffer particulièrement intéressant, « écrivant un latin très vivant, si honnêtement et chaleureusement qu'on s'étonne qu'il puisse être un jésuite ». Il s'en inspire pour son poème A Tale of Paraguay, contant l'histoire d'une famille d'Indiens, derniers survivants d'une tribu décimée par la maladie, vivant seuls dans la forêt.
L’Historia de Abiponibus est traduite en anglais sous le titre Account of the Abipons et publiée à Londres en 1822. Robert Southey a laissé croire qu'il était l'auteur de cette traduction qui est en fait l'œuvre de Sara Coleridge : celle-ci avait alors besoin d'argent pour payer l'inscription universitaire d'un de ses frères.

## Œuvre
- Historia de Abiponibus equestri bellicosaque Paraquariae natione (Vienna: 1784), texte latin sur la bibliothèque John-Carter-Brown (en)
- An Account of the Abipones, an Equestrian People of Paraguay, traduction anglaise de 1822 sur Projet Gutenberg